# Anisogona thysanoma
Anisogona thysanoma es una especie de polilla de la familia Tortricidae. Se encuentra en Australia.